# Eduard Sibiriakov
Eduard Sibiriakov   (Txeliàbinsk, 27 de novembre de 1941 - Moscou, 14 de gener de 2004) fou un jugador de voleibol rus que va competir sota bandera soviètica durant les dècades de 1960 i 1970.
El 1964 va prendre part en els Jocs Olímpics de Tòquio, on guanyà la medalla d'or en la competició de voleibol. Quatre anys més tard, als Jocs de Ciutat de Mèxic, revalidà la medalla d'or en la mateixa competició. En el seu palmarès també destaquen una medalles d'or al Campionat del Món de voleibol de 1962, una d'or (1965) i una de bronze (1969) a la Copa del Món de voleibol i una d'or (1967) i una de bronze (1963) al Campionat d'Europa.
A nivell de clubs jugà amb el Burevestnik Odessa i el CSKA Moskvà, amb qui guanyà tres edicions de la lliga soviètica (1966, 1970 i 1971.